# 三原川 (兵庫県)
三原川（みはらがわ）は、兵庫県淡路島南部の三原平野を流れる二級水系の本川である。

## 概要
南あわじ市にある淡路島最高峰の諭鶴羽山北東麓に源を発し、諭鶴羽川としてほぼ北西流。南あわじ市神代社家で上田川を合流して三原川となり、三原平野で成相川を合流。河口近くで倭文川（しとおりがわ）、大日川などを合流して、播磨灘に注ぐ。河川法による幹川延長は約15.3km。水系全域が南あわじ市（旧三原郡）に属する。
下流の三原低地と呼ばれる一帯はその地形上、古来、氾濫を繰り返したきた場所で、1918年（大正7年）の洪水では旧松帆村一帯が洪水に見舞われた。その後、
1970年（昭和40年）9月16日に接近した台風第25号による集中豪雨で氾濫、
1979年（昭和54年）9月の台風16号による洪水被害を機に、激甚災害対策特別緊急事業により河川改修を行い、上流には5か所のダムが完成した。
2004年の台風23号では下流部（旧西淡町）の広い範囲で浸水被害に襲われた。

## 主な支流
延長の長い順に記載
- 大日川
- 成相川
- 倭文川
- 牛内川
- 山路川

## ダム
- 諭鶴羽ダム
- 大日ダム
- 成相ダム
- 牛内ダム
- 北富士ダム

## 流域の観光地
- 叶堂城（南あわじ市松帆古津路、感応寺）
- 慶野松原（南あわじ市松帆慶野、河口北部の海岸）
- 自凝島神社（南あわじ市榎列）